# Uzmah
Uzmah je vrsta nepotpunog takta kojim počinju neke skladbe. Razlikuje se od predtakta po tome što ne sadrži cijeli broj doba.